# Genesis (Raumsonde)

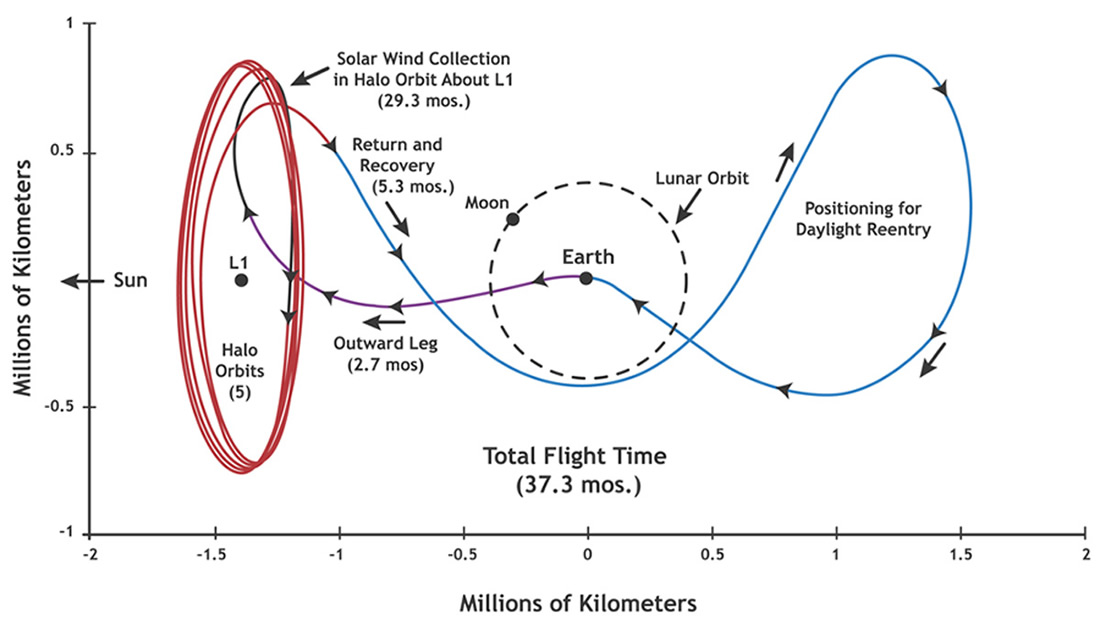
Flugprofil von Genesis

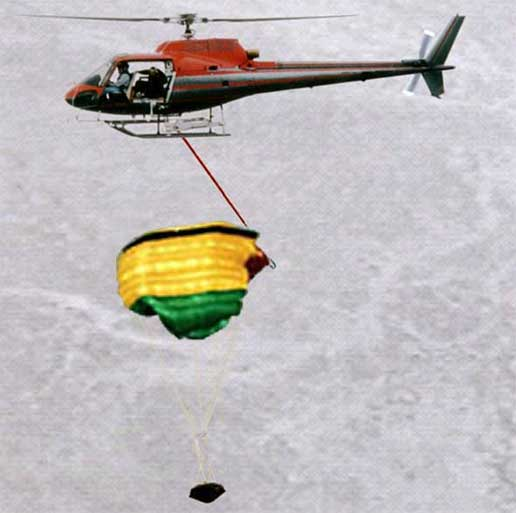
Die Genesissonde sollte am 8. September 2004 vom Hubschrauber aus an den Haken genommen werden, …
(Aufnahme einer Übung)

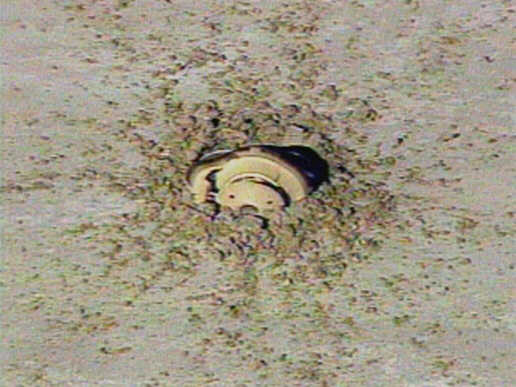
… aber der Bremsschirm öffnete sich nicht. Die Sonde stürzte ungebremst auf die Erde, wie das Bild von der Absturzstelle zeigt.

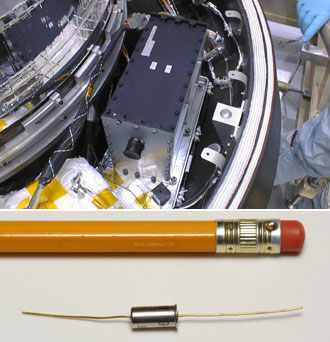
Oben: Einblick in das Innere der Rückkehrkapsel
Unten: Beschleunigungssensor vom gleichen Typ wie der, der falsch herum eingebaut wurde

Genesis (benannt nach dem ersten Buch der Bibel) war eine Raumsondenmission der NASA zur Erforschung des Sonnenwindes. Die Sonde hob am 8. August 2001 um 16:13:40 UT mit einer Delta-II-Rakete 7326 (3 Feststoffbooster und einer dritten Stufe mit Star-37FM-Motor) von der Erde ab. Sie erreichte ihre endgültige Position, den Lagrange-Punkt L1 des Sonne-Erde-Systems, im November 2001.

## Bordinstrumente
An Bord der Sonde befanden sich vier Instrumente:
- Drei hochreine Kollektorarrays, die unter anderem aus Gold, Saphir, Silizium und Diamant bestehen. Zwischen dem 3. Dezember 2001 und dem 1. April 2004 fingen sie die Teilchen des Sonnenwindes auf. Dabei wurde jedes dieser Arrays einem der drei unterschiedlichen Sonnenwindregimes ausgesetzt. Diese Arrays wurden in einer Probenkapsel zur Erde zurückgebracht, wobei sie allerdings durch den ungebremsten Aufprall beschädigt und kontaminiert wurden.
- Ein Ionendetektor, der die Geschwindigkeit, Dichte, Temperatur und ungefähre Zusammensetzung der Ionenkomponente bestimmt.
- Ein Elektronenmonitor, der die Energie und Dichte der Elektronen bestimmt.
- Ein Ionenkonzentrator, der Elemente wie Sauerstoff und Stickstoff herausfiltert und auf einen speziellen Kollektor leitet.

## Missionsverlauf
Nach dem Start begab sich die Sonde auf die dreimonatige Reise zum L1-Punkt. Dort feuerte sie für 268s ihre Hydrazin-Triebwerke und trat in einen Halo-Orbit um diesen ein. Anschließend begann u. a. die Sammlung der Sonnenwindteilchen. In über 30 Monaten vollzog Genesis dabei 5 volle Halo-Orbits. Im April 2004 wurde der Probensammelbehälter geschlossen und versiegelt. Nach dem Aussetzen der Rückkehrkapsel mit den Proben am 8. September gegen 12:00 UT wurde die Genesis-Muttersonde in eine der Erde vorauseilende Umlaufbahn um die Sonne gebracht.
Am 8. September 2004 stürzte die Kapsel mit den Kollektoren in der Wüste von Salt Lake City auf den Boden, ohne dass sich die Fallschirme geöffnet hatten. Ein Hubschrauber hätte den Probenbehälter in der Luft auffangen und sicher auf die Erde bringen sollen.
Die Probenkapsel schlug mit ca. 311 km/h nahe einem Stützpunkt der US-Armee (Utah Test and Training Range) auf, somit konnten Einsatzkräfte die Kapsel schnell untersuchen. Die Kollektoren, welche aufgefangenen Sonnenwind enthielten, sind zerstört bzw. durch die irdische Atmosphäre und Staub kontaminiert worden, da die hermetische Versiegelung der Kapsel nach dem Aufprall nicht mehr gegeben war.

## Forschungsergebnisse
Laut offizieller Stellungnahme der NASA sind Teile der Kollektoren intakt geblieben. Die geborgenen Überreste des Kollektoren-Behälters wurden in einem Reinraum mit verschiedenen Methoden untersucht, um die durch irdischen Staub kontaminierten Kollektoren zu reinigen. Als problematisch erweist sich dabei die geringe Menge (ca. 3–4 Mikrogramm) und Eindringtiefe der eingefangenen Sonnenpartikel.
Die Eindringtiefe beträgt typischerweise nur 10 Nanometer. Dennoch konnten schon Teilchen des Sonnenwindes eindeutig isoliert werden, da die Verschmutzung nur die Oberfläche betrifft. 15.000 Fragmente konnten geborgen werden. Ihre Größe misst mindestens 3 Millimeter und nur einige wenige immerhin Zentimeter. Zur Untersuchung gingen sie an 16 Laboratorien.
Die Atome von der Sonne konnten im Juni 2011 von den irdischen Verunreinigungen getrennt werden und beweisen, dass die Sonne – wie die Gasplaneten – eine deutlich andere Isotopen-Verteilung hat als die inneren Planeten.

## Unglücksuntersuchung
Um das Versagen der Landefallschirme aufzuklären, wurde von der NASA umgehend eine Untersuchungskommission eingerichtet. Deren Ergebnisse beeinflussen Sicherheitsüberlegungen für die ähnlich angelegte Stardust-Mission und die Planung zukünftiger „Sample-Return“-Missionen. Die Untersuchung, die fast zwei Jahre dauerte, ergab, dass ein Sensor zur Messung der Schwerebeschleunigung, der die Bremsschirme auslösen sollte, falsch herum eingebaut worden war. Wegen des Zeitdrucks beim Bau der 260 Millionen Dollar teuren Sonde hatte der Hersteller Lockheed Martin auf einen umfassenden Test verzichtet, bei dem dies aufgefallen wäre, und sich mit einem einfacheren begnügt.